# Purgarija Čepić
Purgarija Čepić – wieś w Chorwacji, w żupanii istryjskiej, w gminie Kršan. W 2011 roku liczyła 228 mieszkańców.